# Maguai (região)
Maguai (em birmanês: Magway) é um estado da Birmânia (ou Mianmar), cuja capital é Maguai. De acordo com o censo de 2019, havia 3 937 278 habitantes.